# Římskokatolická farnost Nedakonice
Římskokatolická farnost Nedakonice je územní společenství římských katolíků s farním kostelem svatého Floriána v děkanátu Uherské Hradiště.

## Historie farnosti
První písemná zmínka o obci pochází z roku 1220. Koncem roku 1420 došlo na Moravě k pokusu založit husitský tábor. Podle soudobého kronikáře Vavřince z Březové vznikl tento tábor v Nedakonicích, kde se koncem roku 1420 a počátkem roku 1421 shromáždili sedláci a zemané pod vedením kněží Bedřicha ze Strážnice a Tomáše z Vizovic. Z Nedakonic podnikli moravští táboři počátkem roku 1421 několik výpadů proti okolním klášterům a městům. V polovině ledna zpustošili a vypálili velehradský klášter, upálili zde několik mnichů a po jejich nájezdu zůstal klášter na několik let opuštěný. Tyto válečné události těžce poznamenaly vesnici a její obyvatele. Velehradskému klášteru vesnice patřila až do roku 1784, kdy byl klášter zrušen.
Obec patřila do farnosti Polešovice. Na jaře 1932 se začalo se stavbou kostela. Kostel a farní budova byly vysvěceny 21. října 1934. Pozemky pod farní budovou a přilehlou zahradou museli koupit občané Nedakonic a zaplatili klášteru na Velehradě za pozemky 16 000.-Kč. Po výstavbě hřbitova se obec Nedakonice mohla stát farností nezávislou na farnosti Polešovice. Samostatná farnost Nedakonice vznikla v roce 1941. V neděli 4. února 2024 v 10 hodin se v kostele konala pontifikální mše svatá se svěcením nového oltáře z bílého kamene. A také žehnání nového dřevěného sedes a nového ambonu(kombinuje kámen a dřevo). Vše je umístěné v presbytáři. Slavnostní žehnání vykonal pražský arcibiskup(bývalý olomoucký arcibiskup) Jan Graubner. Celkové náklady činily asi 4 miliony korun, které farnost postupně našetřila .

## Duchovní správci
Od října 2013 je farářem R. D. ICLic. Mgr. Josef Rýznar.

## Bohoslužby
| Kostel           | Místo      | Bohoslužba (den)           | Hodina                                   | Poznámka     |
| ---------------- | ---------- | -------------------------- | ---------------------------------------- | ------------ |
| svatého Floriána | Nedakonice | neděle středa pátek sobota | 9.00 17.00 (zimní čas)/18.00 (letní čas) | farní kostel |

## Aktivity ve farnosti
Pravidelně se konají duchovní obnovy, setkání společenství, výuka náboženství, při bohoslužbách zpívá schola.
Ve farnosti se pravidelně pořádá tříkrálová sbírka. V roce 2017 dosáhl výtěžek sbírky 58 724 korun.